# Большевики (картина)
«Большевики» (варианты названия: «Большевики. Красноармеец, отнимающий хлеб у ребёнка», «Большевики. Солдаты Троцкого отнимают у мальчика хлеб») — картина русского художника Ильи Репина, написанная им в 1918 году.

## Контекст

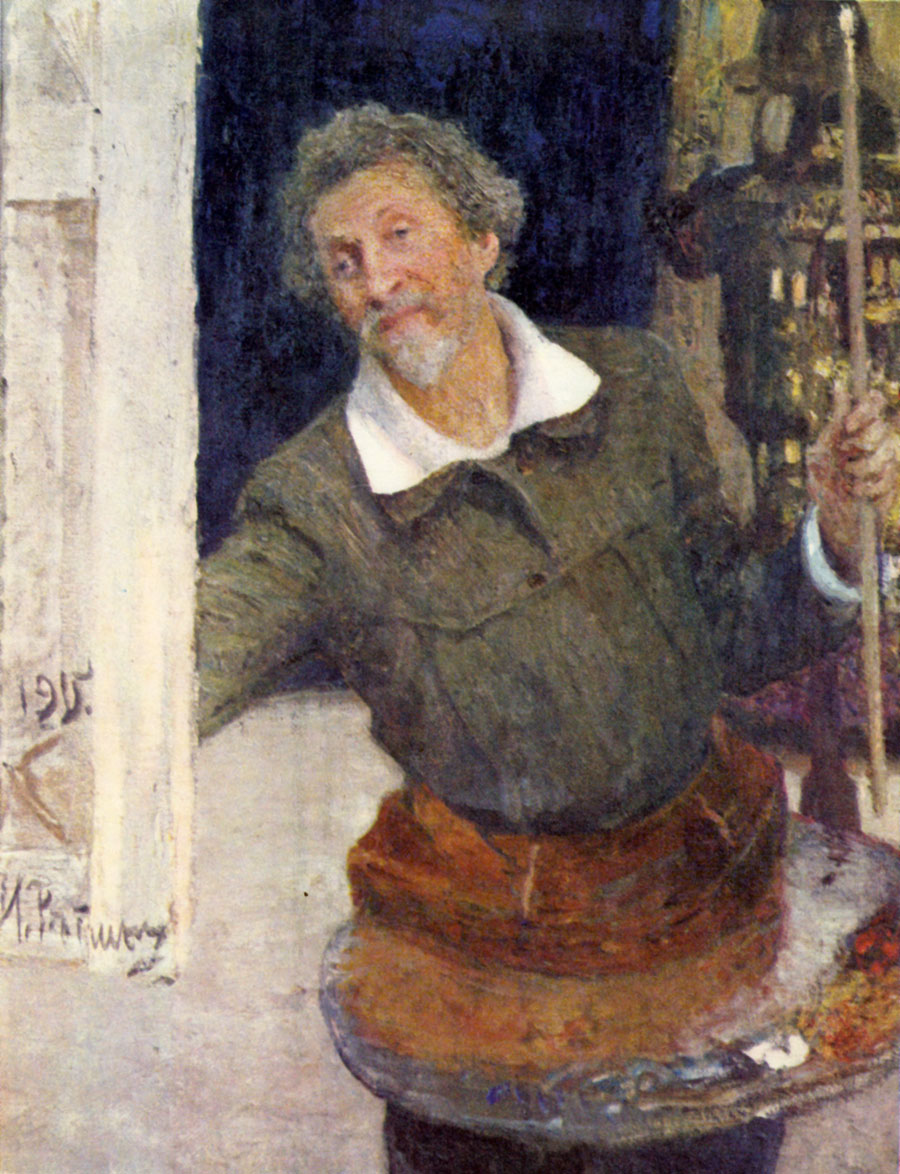
«Автопортрет за работой», Репин, 1915 год

В 1899 году знаменитый жанровый художник и портретист Илья Репин приобрёл участок в посёлке Куоккала на берегу Финского залива в Великом княжестве Финляндском, бывшем тогда в составе Российской империи. В 1903 году художник переехал в собственноручно обустроенную усадьбу, которой дал название «Пенаты» — в честь римских домашних богов. Февральскую революцию Репин встретил с радостью, а Октябрьской, упорно работая, даже не заметил, хоть и проживал в то время в Петрограде. После революции Репин остался без гражданства, так как его дом попал в пределы обретшей независимость Финляндии, в которой он жил по нансеновскому паспорту. Несмотря на просьбы советских художественных организаций и чиновников, в том числе Исаака Бродского и Климента Ворошилова, Репин так и не вернулся на родину, хоть он и стал постоянным объектом для слежки финляндской Центральной сыскной полиции по причине антикоммунистической паники. Его состояние и имущество были национализированы, а самые известные работы остались в Советской России, где стали использоваться в пропаганде и толковаться как идеальные примеры социалистического реализма, тогда как существование неудобных с идеологической точки зрения работ замалчивалось.

## История создания

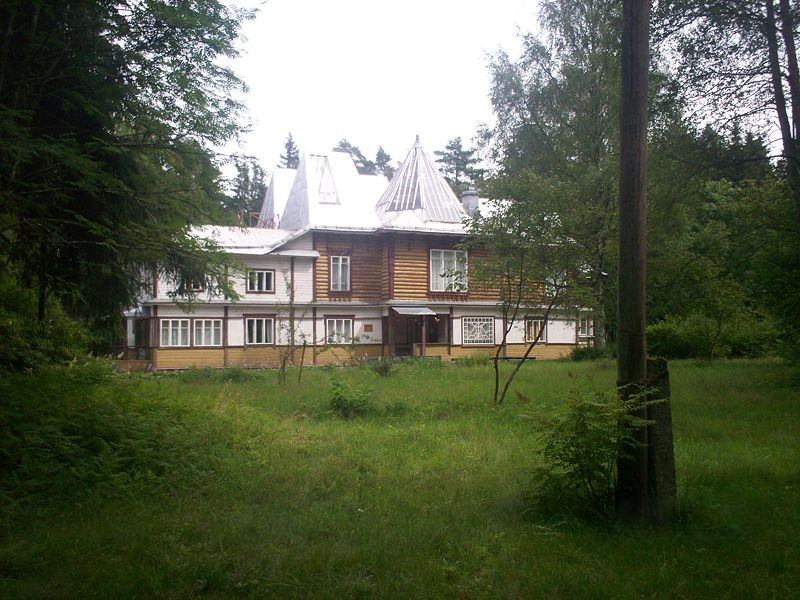
Пенаты, реконструкция

Картина была написана Репиным в 1918 году, но не закончена, ввиду чего отличается непрописанностью некоторых деталей. По воспоминаниям современников, «Большевиков» художник считал эпохальным полотном, которое часто тиражировал в условиях наличия спроса на картины с антисоветским сюжетом как среди финнов, так и эмигрантов, что приносило Репину хороший и стабильный доход. Он скончался в 1930 году и был похоронен в Куоккале. В 1944 году усадьба Репина, в которой стоял штаб финского командования, была уничтожена советской артиллерией. После Второй мировой войны Куоккала была передана СССР, а затем в честь художника переименована в Репино; дом художника был воссоздан с помощью подлинных вещей Репина, вывезенных ещё до войны в Ленинград. «Большевики», также известные как «Большевики. Красноармеец, отнимающий хлеб у ребёнка», «Большевики. Солдаты Троцкого отнимают у мальчика хлеб», никогда и нигде не выставлялись, даже не фигурируя в каталогах.

## Композиция
«Пробравшаяся в Финляндию знакомая дама рассказала о драматическом случае, свидетельницей которого она была: несколько пьяных солдат, глумясь и хохоча, выдёргивают из рук худенькой испуганной девочки краюху хлеба».
Полотно размерами 125 × 89 см написано маслом на холсте. «Большевики» рисуют острую, нелестную и неприглядную, даже карикатурную картину зажимания крестьян, репрессий со стороны представителей новой, советской власти, выраженных в коллективном «народном мстителе» — мерзко оскалившийся пьяный солдат-красноармеец на козлиной ноге и с сальным и красным грубым лицом, похожим на свиную морду, возвысившись над толпой, вырывает у ребёнка (девочки) хлеб из рук. Сюжет картины, как утверждают искусствоведы, в частности Евгений Пчелов, был навеян «рассказами о том, что творилось в Петрограде», опираясь на рассказ одной дамы о том, как солдаты отнимали у девочки хлеб. После Октябрьской революции и лишений первых лет вынужденной эмиграции Репин резко изменил уклон своего творчества с антимонархического на антисоветский, продолжая, однако, исповедовать антигосударственные убеждения и твёрдо стоять на том, что «самая благотворная и полезная для человечества идея, если она вводится правительством в подвластной стране по принуждению, быстро делается божьим наказанием народу». По словам Михаила Каменского, «Большевики» — это «страшное, обладающее колоссальной исторической значимостью полотно», тогда как Евгения Коробкова уподобила художественные качества данной работы Репина картинам Гойи.
На улице. Этот сюжет я писал со слов очевидицы. Она уверяла, что видела сама эту сцену. Но у меня вышла карикатура на действительность, и я за нее извиняюсь.Надпись Репина на обороте фотокарточки картины (Бахметевский архив Колумбийского университета).

## Судьба

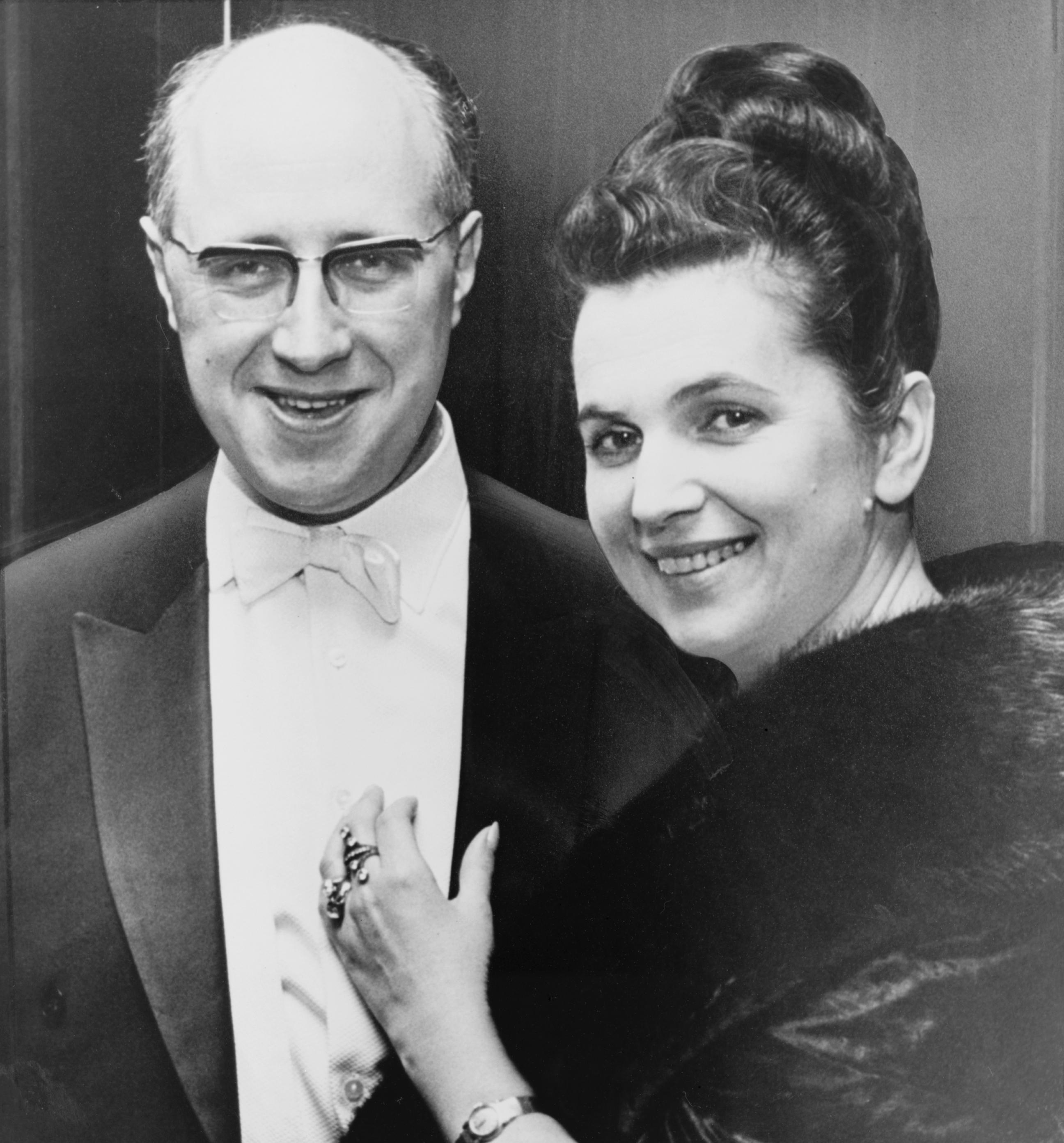
Ростропович и Вишневская

В 1925 году во время посещения «Пенатов» картину видел Корней Чуковский. После смерти Репина картина хранилась у младшей дочери художника Татьяны Репиной-Язевой, а затем в её семье — семье Язевых-Дьяконовых. Потом некоторое время «Большевики» находились у частного коллекционера в США, откуда попали в коллекцию Ростроповича — Вишневской. Виолончелист Мстислав Ростропович и оперная певица Галина Вишневская собирали коллекцию в течение 30 лет после того, как в 1974 году они вынужденно уехали из СССР. В 2007 году коллекция Ростроповича — Вишневской из их парижской и лондонской квартир была выставлена на аукцион Sotheby’s в Лондоне. Аукцион более 450 работ общей стоимостью 13—20 миллионов фунтов стерлингов планировалось провести 18—19 сентября. Эстимейт «Большевиков» достиг 300—500 тысяч фунтов. За день до начала аукциона российский олигарх Алишер Усманов скупил всю коллекцию «оптом» с целью не допустить распродажи по частям и вернуть её в Россию, на что получил разрешение Вишневской, которая могла выручить в ходе открытых торгов гораздо большую сумму. Главным аргументом в решении Вишневской стала последующая передача коллекции в собственность российскому государству, что заверялось самим Усмановым и руководителем Федерального агентства по культуре Михаилом Швыдким. При этом сумма сделки не была раскрыта по соглашению сторон и с согласия аукционного дома. В конце 2007 года в Россию была доставлена вся коллекция Ростроповича — Вишневской, в том числе и 22 картины Репина, включая «Большевиков». За право обладания коллекцией боролись Эрмитаж, Русский и Пушкинский музеи, но было принято решение выставить её целиком в недавно отреставрированном Константиновском дворце в Санкт-Петербурге, таким образом получившем свою первую постоянную экспозицию. Выставка была открыта в 2008 году лично премьер-министром России Владимиром Путиным. «Большевики», как и все работы Репина, в настоящее время экспонируются в отдельном зале Константиновского дворца, известном ныне под названием «Дворец конгрессов» (инвентарный номер — КД Ж 116). В 2017 и 2019 годах картина экспонировалась на выставках в Третьяковской галерее на Крымском валу в Москве — «Некто 1917» и «Илья Репин», приуроченных соответственно к 100-летию русской революции и 175-летию со дня рождения художника.